# Neermoor
Neermoor est un quartier de la commune de Moormerland dans l'arrondissement de Leer, Land de Basse-Saxe.

## Histoire
Neermoor est une colonie fille d'Edana et est probablement fondée plus à l'est sur le bord de la lande avant sa disparition au XIe siècle. La plus ancienne mention documentée remonte à 1400. Neermoor est répertorié comme Edenramora. Les variantes de nom ultérieures sont Nymramore (1409), Eramoere (1428), Edramora (1436), à Eddermore (1439), Neydermoer (1481), Neddermoer (1494) et Neermohr (1577). Le nom du lieu est probablement dérivé de la colonie mère disparue d'Edana.
Au Moyen Âge, il y avait deux châteaux de Focko Ukena et de son fils Uko Fockena à Neermoor. Un château se dressait sur la Vossbergweg actuelle, au coin de la Burgstraße. Le second se situait entre l'Osterstrasse actuelle et la Süderstrasse.
En 1422, une petite église est construite sur une colline dans l'ancien cimetière loin du centre du village, elle est remplacée par l'église réformée de 1797. L'église vieille-réformée date de 1865.
Au début du XXe siècle, Neermoor est un village agricole. Il y a 44 agriculteurs dont les fermes sont le long de la Norderstrasse et de la Süderstrasse d'aujourd'hui. Elles gèrent leurs champs, qui bordent la Königstrasse actuelle à Warsingsfehn. La Königstrasse représente la frontière entre Neermoor et Warsingsfehn, c'est pourquoi les habitants qui vivent du côté faisant face à Neermoor vivent dans la colonie de Neermoor.
Le 1er janvier 1973, Neermoor est incorporé dans la nouvelle municipalité de Moormerland.

## Personnalités
- Hermann Buß (né en 1951), peintre.

## Source, notes et références
- (de) Cet article est partiellement ou en totalité issu de l’article de Wikipédia en allemand intitulé « Neermoor » (voir la liste des auteurs).

1. ↑  (de) Statistisches Bundesamt, Historisches Gemeindeverzeichnis für die Bundesrepublik Deutschland. Namens-, Grenz- und Schlüsselnummernänderungen bei Gemeinden, Kreisen und Regierungsbezirken vom 27.5.1970 bis 31.12.1982, 1983 (ISBN 3-17-003263-1), p. 262